# Biserica de lemn din Târnăvița, Hunedoara

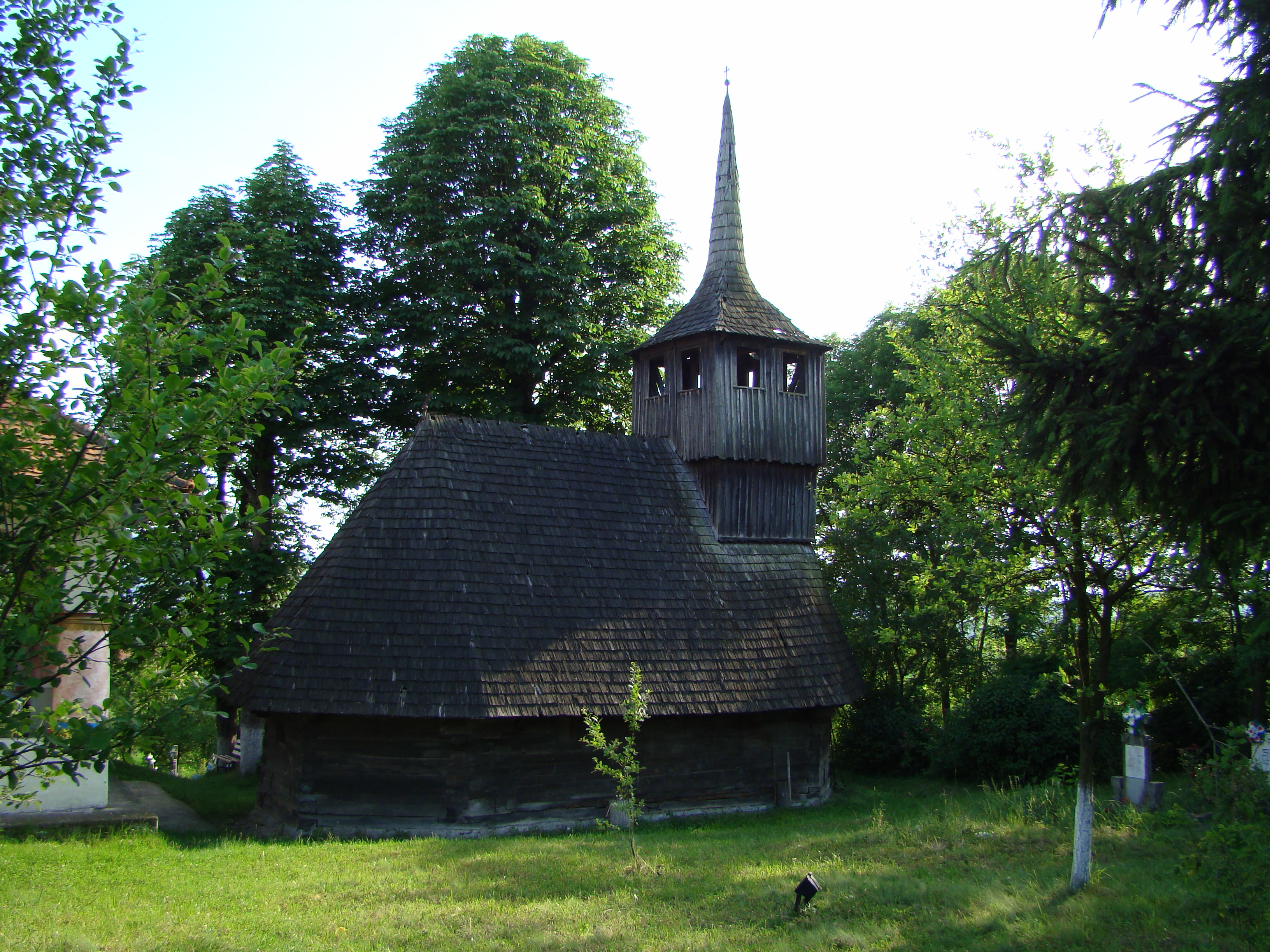
Biserica de lemn „Cuvioasa Paraschiva” din Târnăvița, comuna Brănișca, județul Hunedoara, foto: iunie 2009.

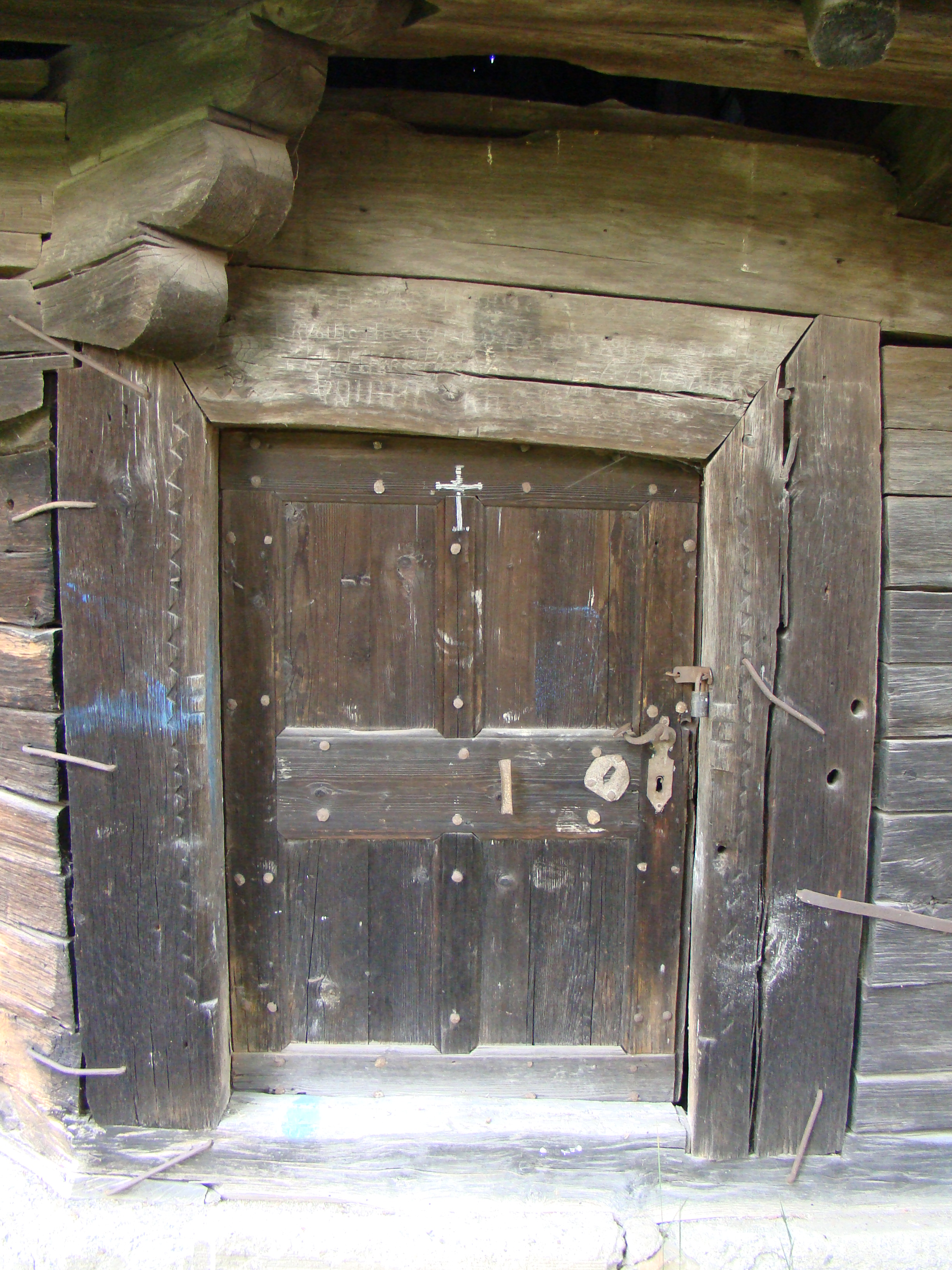
Portalul uşii de la intrare

Biserica de lemn din Târnăvița, comuna Brănișca, județul Hunedoara a fost ctitorită în secolul XVII. Are hramul „Cuvioasa Paraschiva”. Figurează pe lista monumentelor istorice, cod LMI HD-II-m-A-03463.

## Istoric
Biserica satului Târnăvița, închinată „Cuvioasei Paraschiva", a fost ridicată, cu probabilitate, în anul 1661, în timpul păstoririi preotului Mihail Oprean I; în sprijinul  acestei datări stau mai multe elemente. Astfel, in august 1661, bisericii i se dăruia un exemplar din cunoscuta Cazanie a lui Varlaam, „cumpărat de Oprean Mihai la această sfântă beserică în Târnăvița ca să fie de pomană, să se pomenească Sanfira, Mihai, Căt, Crăste, Ionaș, Ștefan,Parascheva, Anuța, Maria, Pătru”; cartea se achiziționase „driept 40 florinți”, tocmai de la Mihalț (jud. Alba). Tot atunci se va fi primit și vechiul antimis cu legendă româno-chirilică: „S-au săvârșit și s-au sfințit cu mânile sfințitului chiriarch Teodosie și de Ch[risto]s iubitorul Domn Constantin Basarab [Constantin Șerban (1659; 1661) n.n], voevod la toată Țara Rumunească”. 
Pisania slavonă de pe ancadramentul intrării sudice, păstrată fragmentar, transmite următoarele: „Cu vrearea Tatălui și cu ajutorul Fiului și cu săvârșirea Sf[ântului] Duh se făcu această biserică în zilele craiului Apafi Mihai I, arhiepiscop fiind kir Sava II Brancovici, anul 166(?), în luna iunie. S-a [zugrăvit/ sfințit n.n] în luna iunie”. Vechimea lăcașului este oricum confirmată de menționarea sa în tabelele conscripțiilor din anii 1733, 1750, 1761-1762,1805 si 1829-1831, precum și pe harta iosefină a Transilvaniei (1769-1773). 
Lăcașul, consolidat în anii 1900, 1965 și 1985, figurează, din 1995, pe lista monumentelor istorice românești (HD-II-m-A-03463); în anul 1929 se încercase mutarea sa la Muzeul Etnografic al Transilvaniei din Cluj.

## Trăsături
Este un edificiu de plan dreptunghiular  de mici dimensiuni, acoperit cu șiță, păstrând particularitatea arhaică a nedecroșării terminațiilor poligonale cu trei laturi ale absidei și ale pronaosului. Turnul-clopotniță scund (cu foișor în console și fleșă ascuțită), rezemat de coama apuseană a acoperișului unitar de șiță, a fost înălțat abia în secolul al XVIII-lea. 
Urmare a strânselor relații existente între mitropolitul Sava Brancovici și întâi-stătătorii bisericești ai Ungrovlahiei, un meșter zugrav, rămas anonim (provenea din vestita ,,școală’’ de pictură de la Târgoviște), a fost trimis să picteze iconostasul și peretele răsăritean al naosului; în aceiași direcție se înscrie și dăruirea acelui frumos antimis, menționat anterior. După un secol, Constantin Zugravul a definitivat împodobirea interiorului lăcașului și a ușilor împărătești. Din patrimoniul bisericii făcuseră parte și două valoroase icoane (,,Iisus Pantocrator’’ și ,,Sfântul Ierarh Nicolae’’) din vechea tâmplă, păstrate în colecția mănastirii arădene Gai.

## Imagini

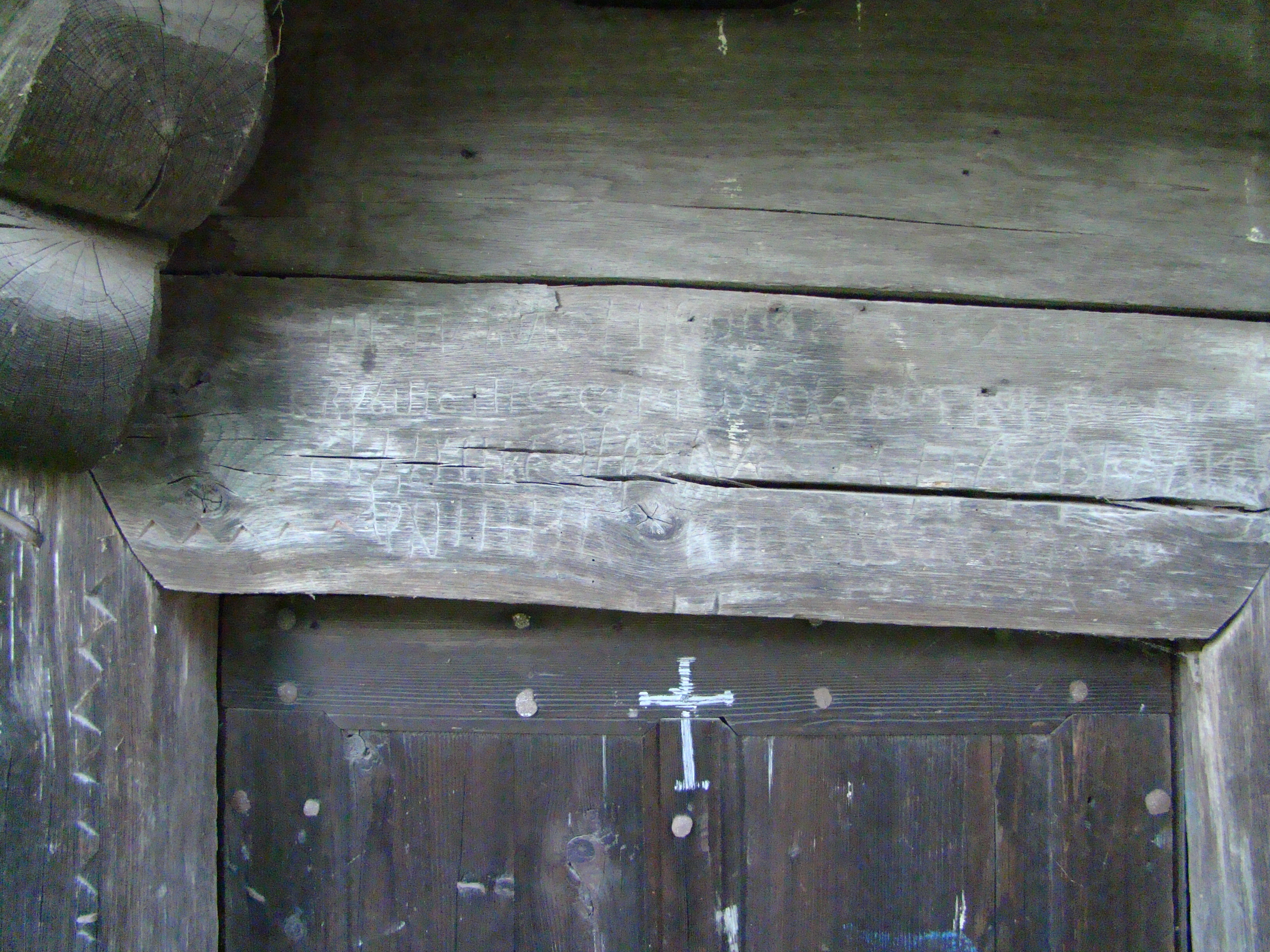
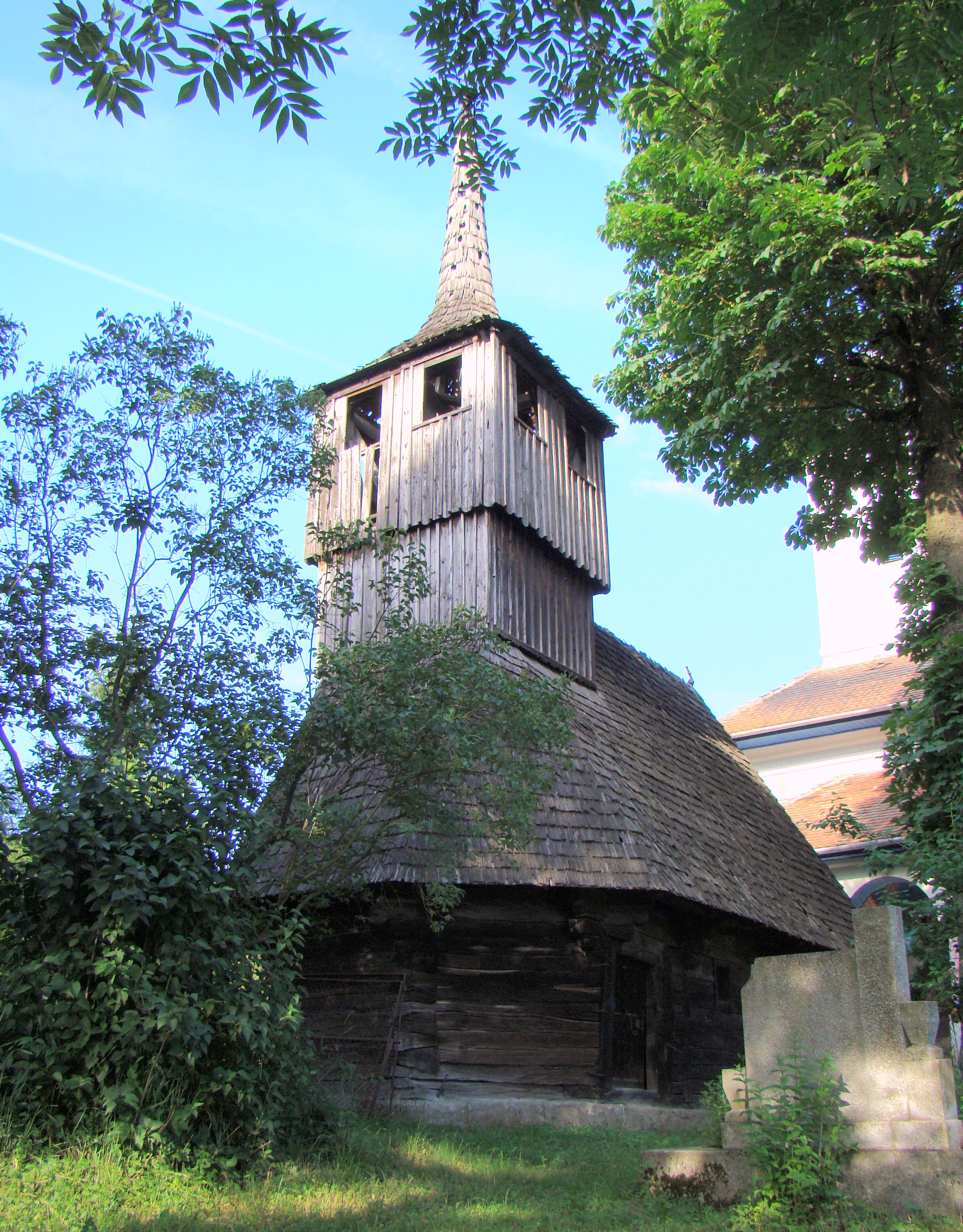
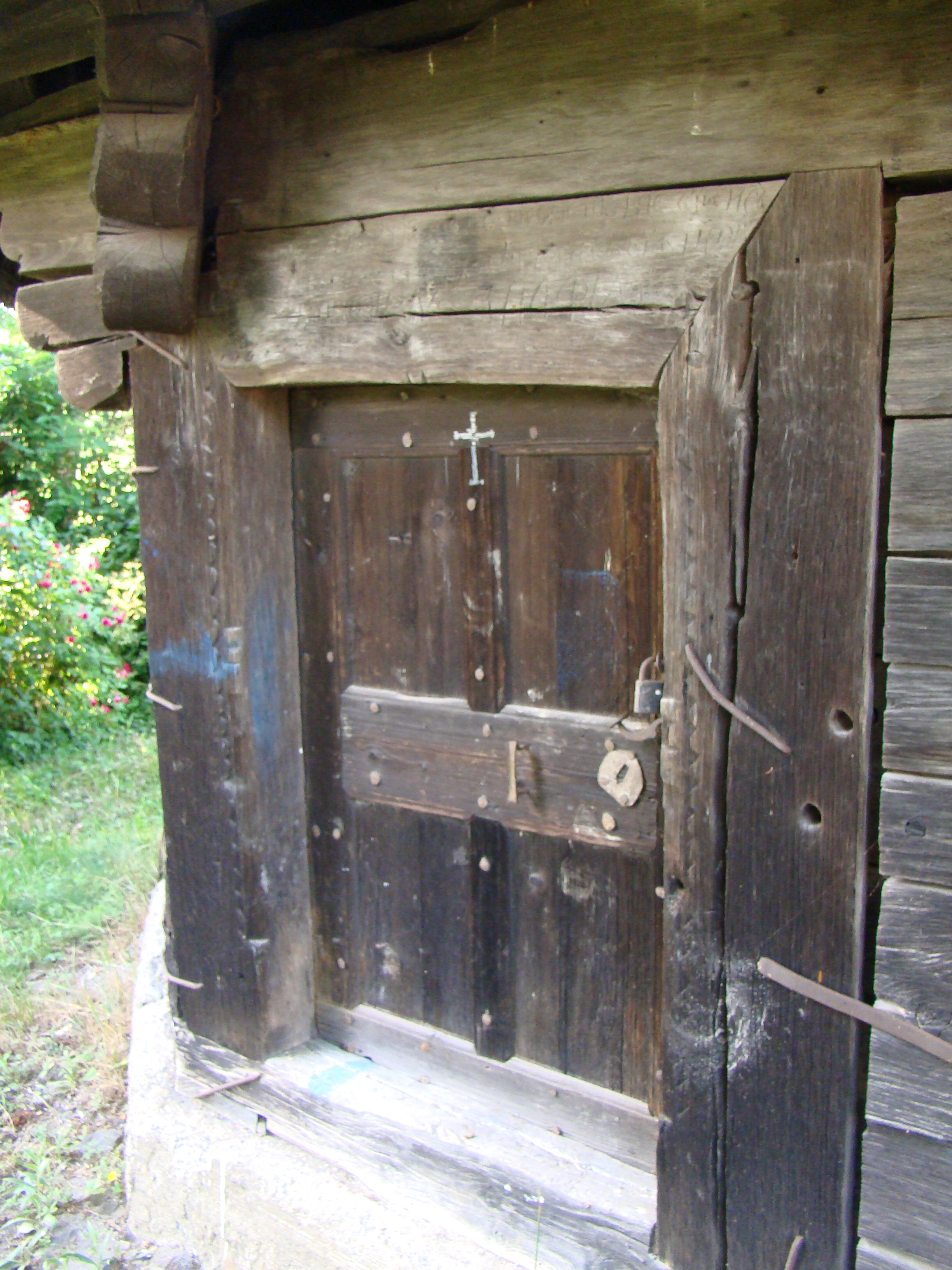
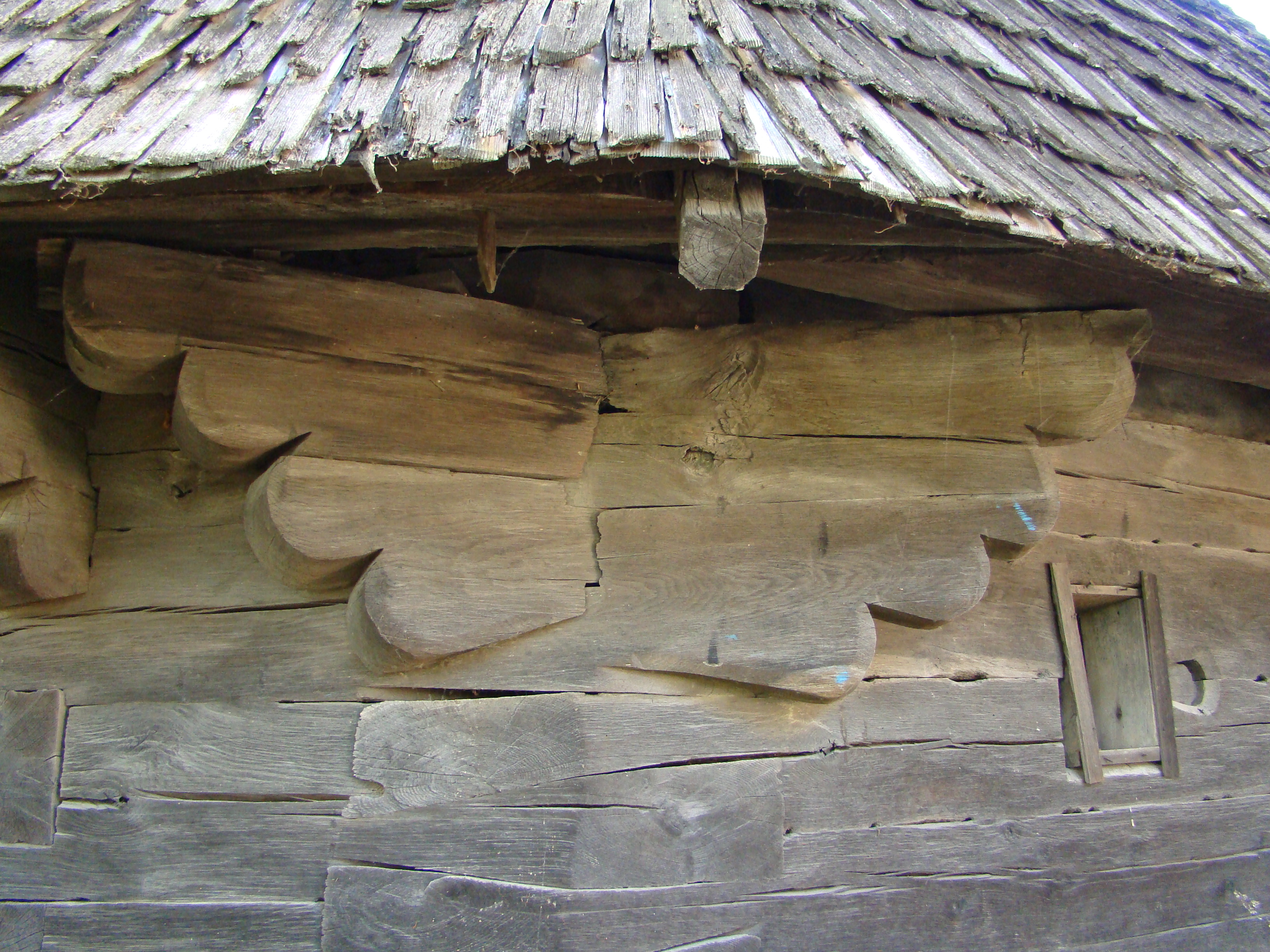
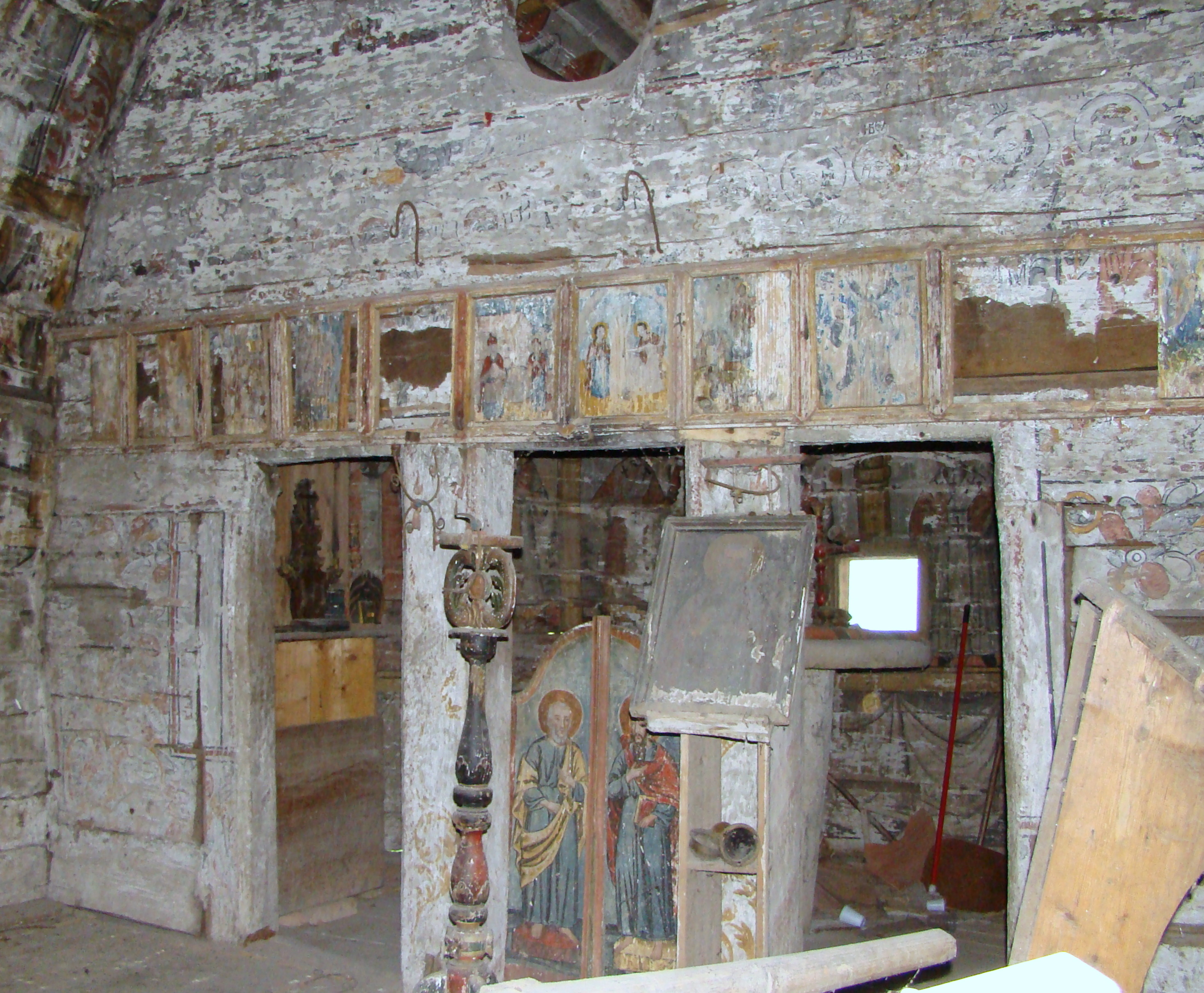
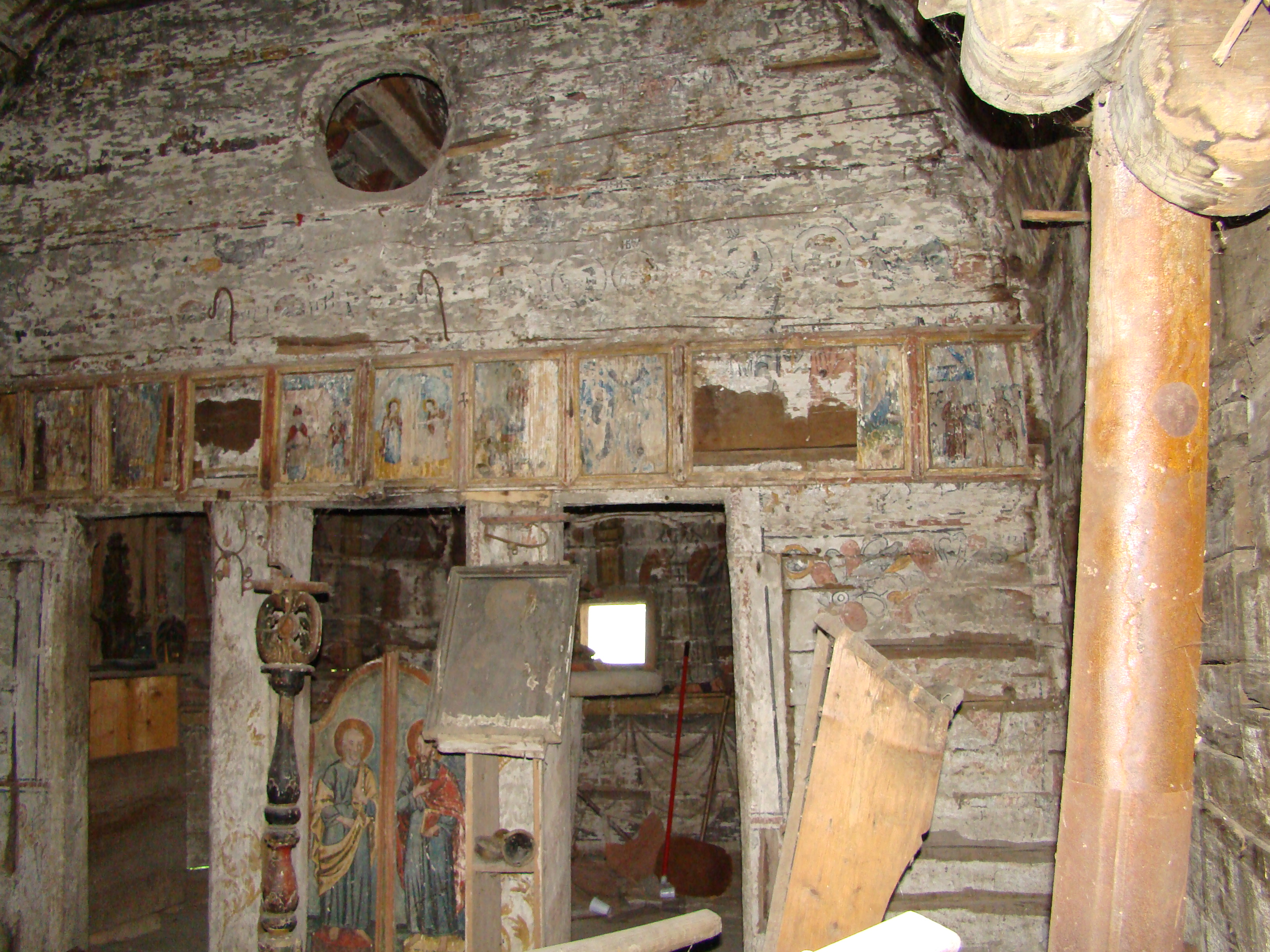
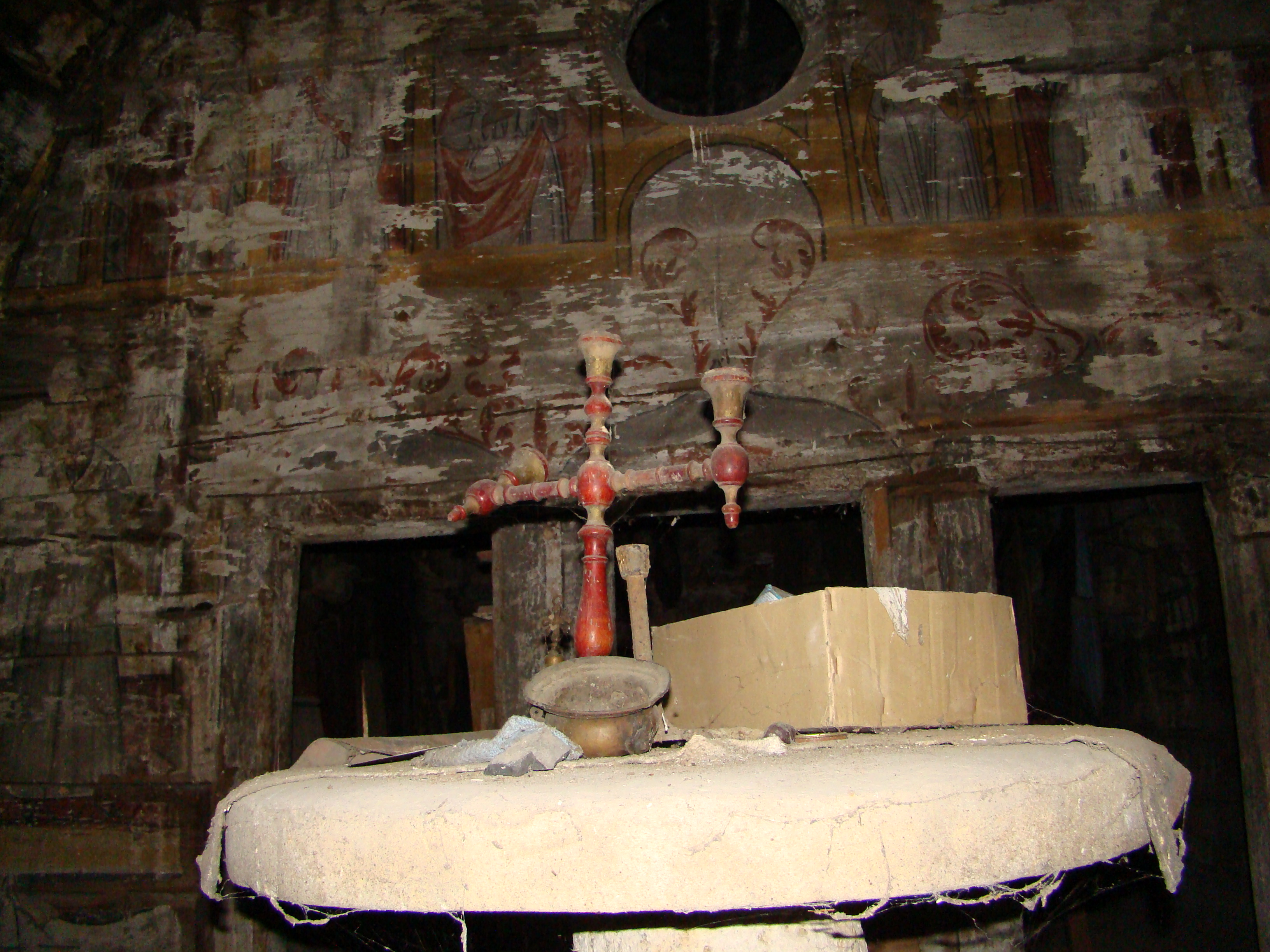
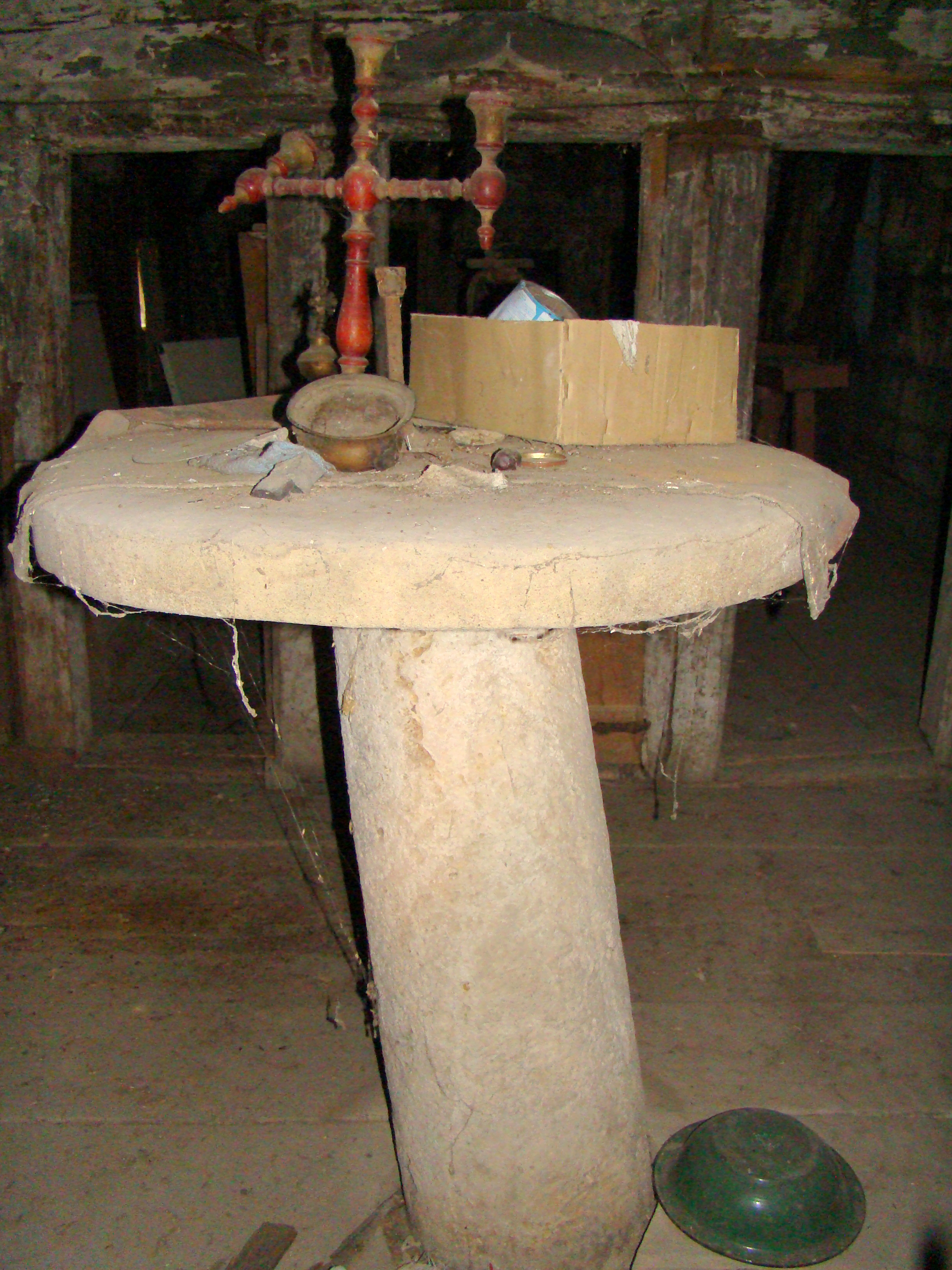
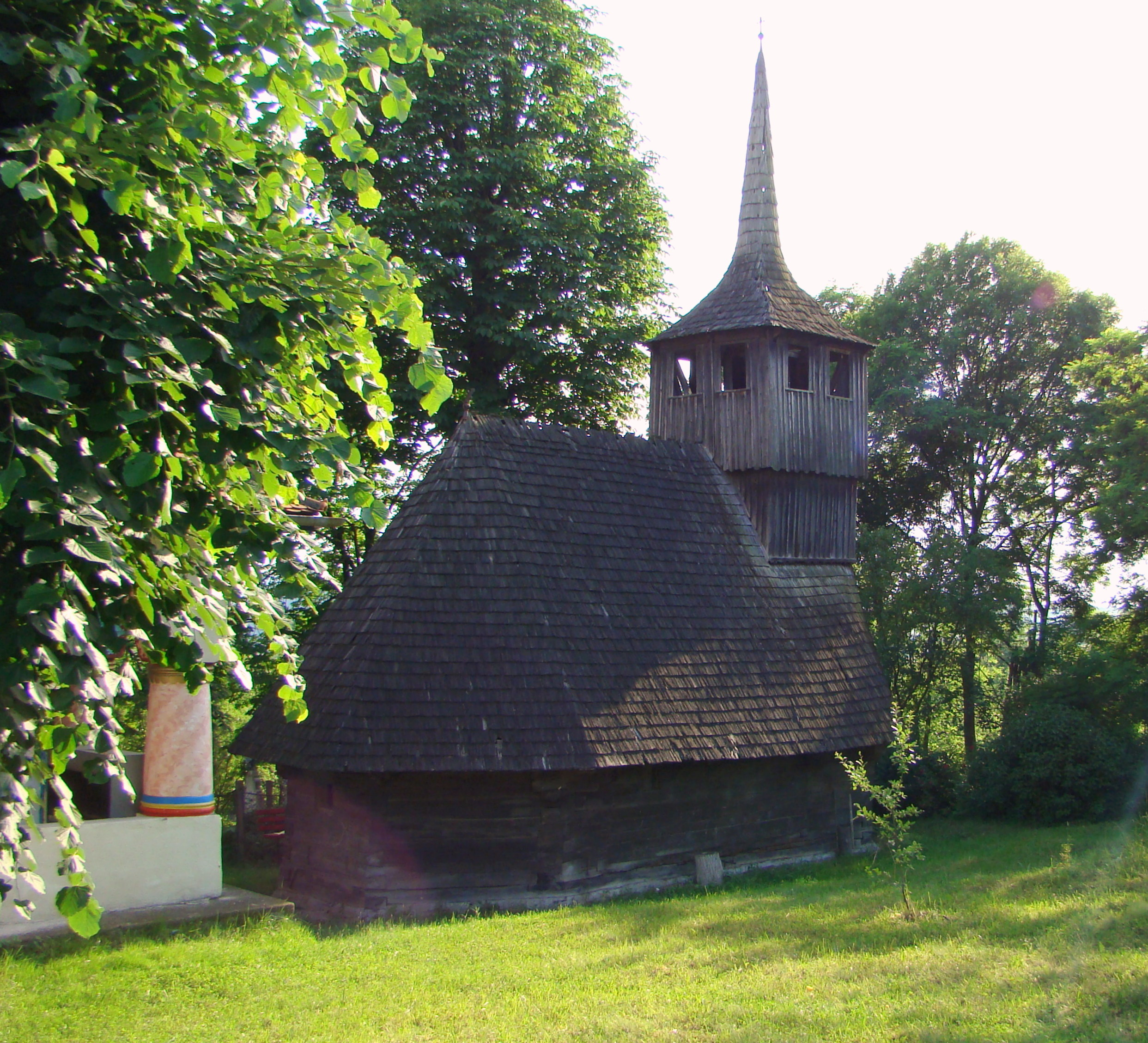
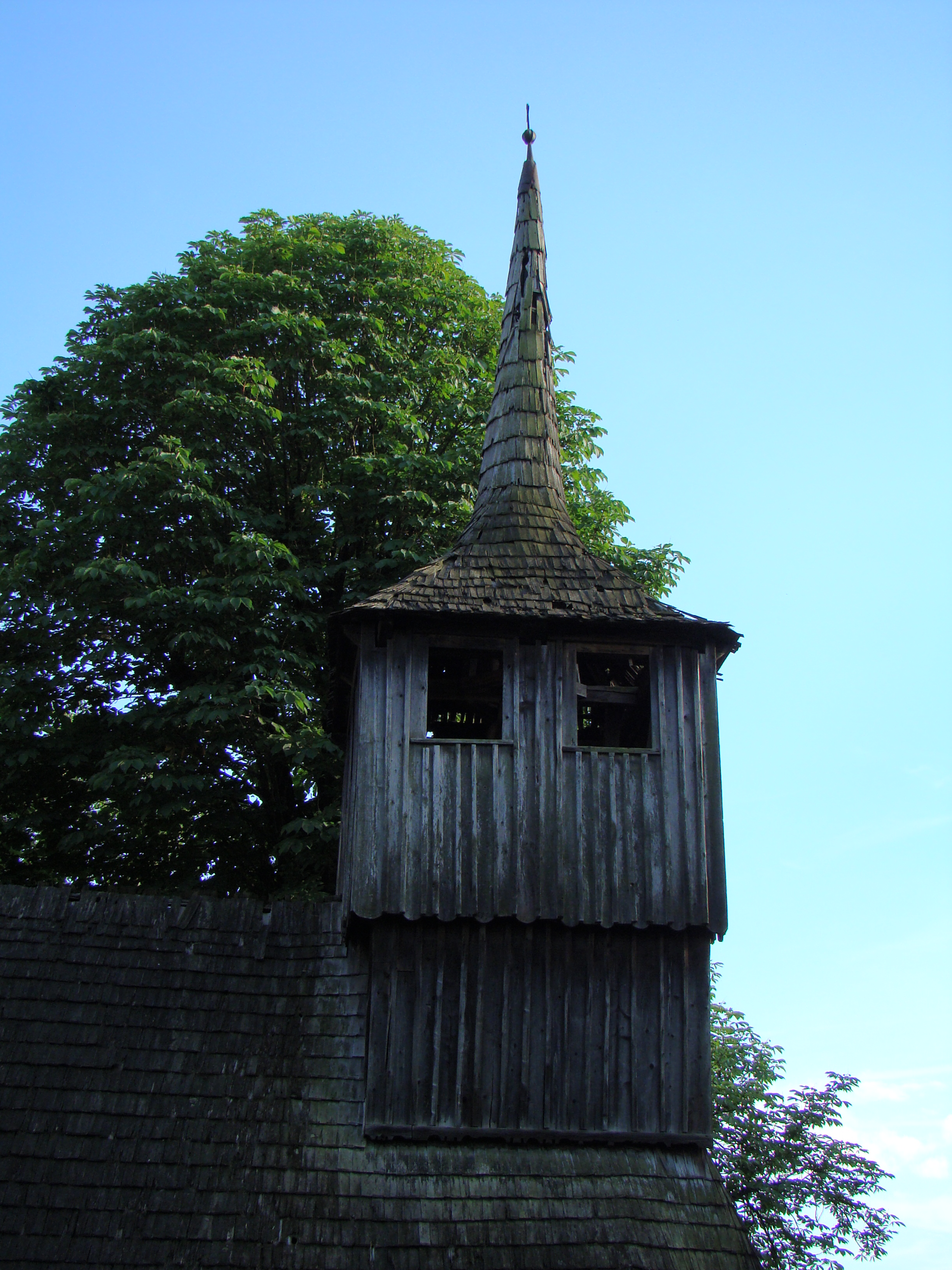
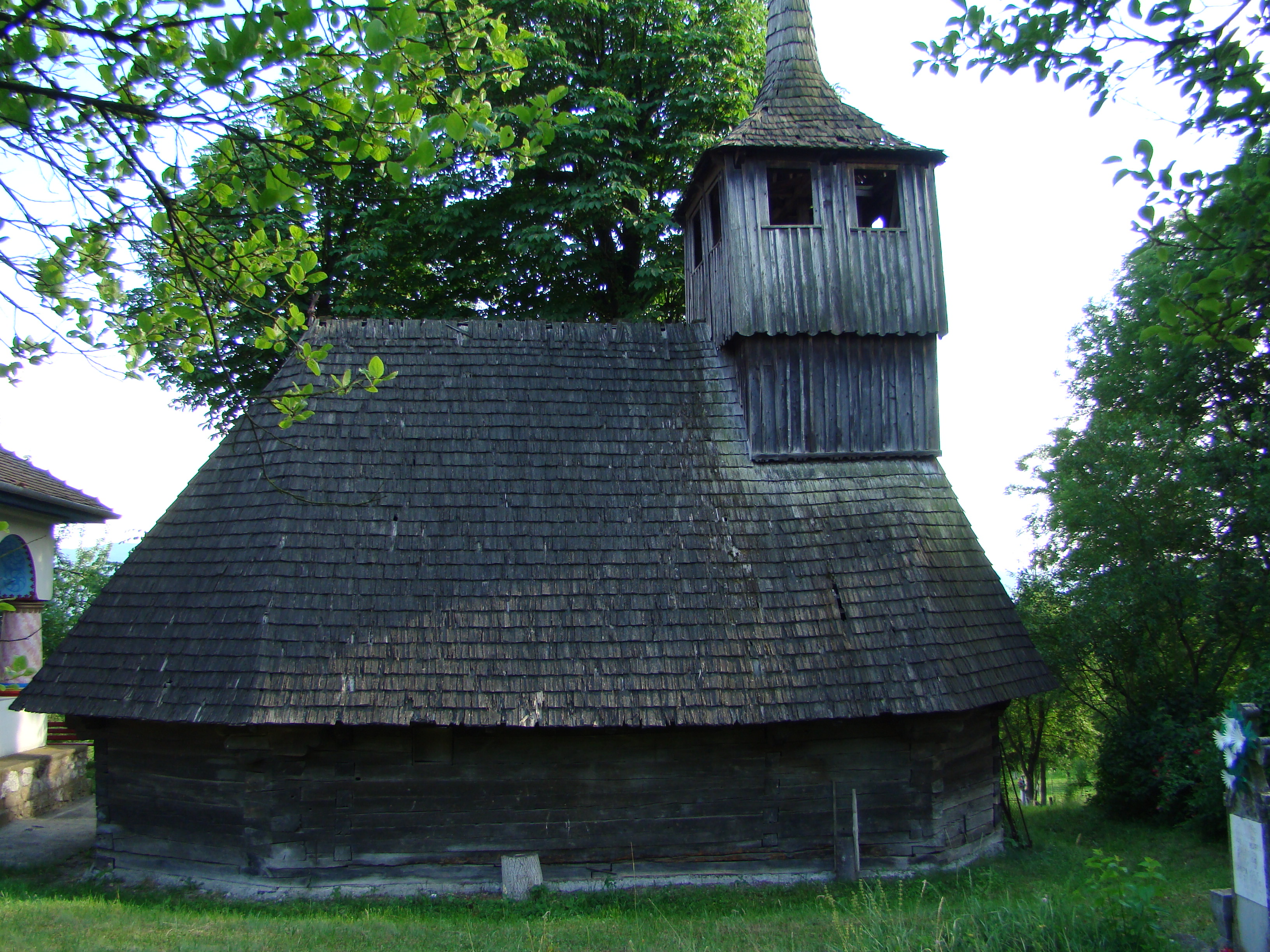
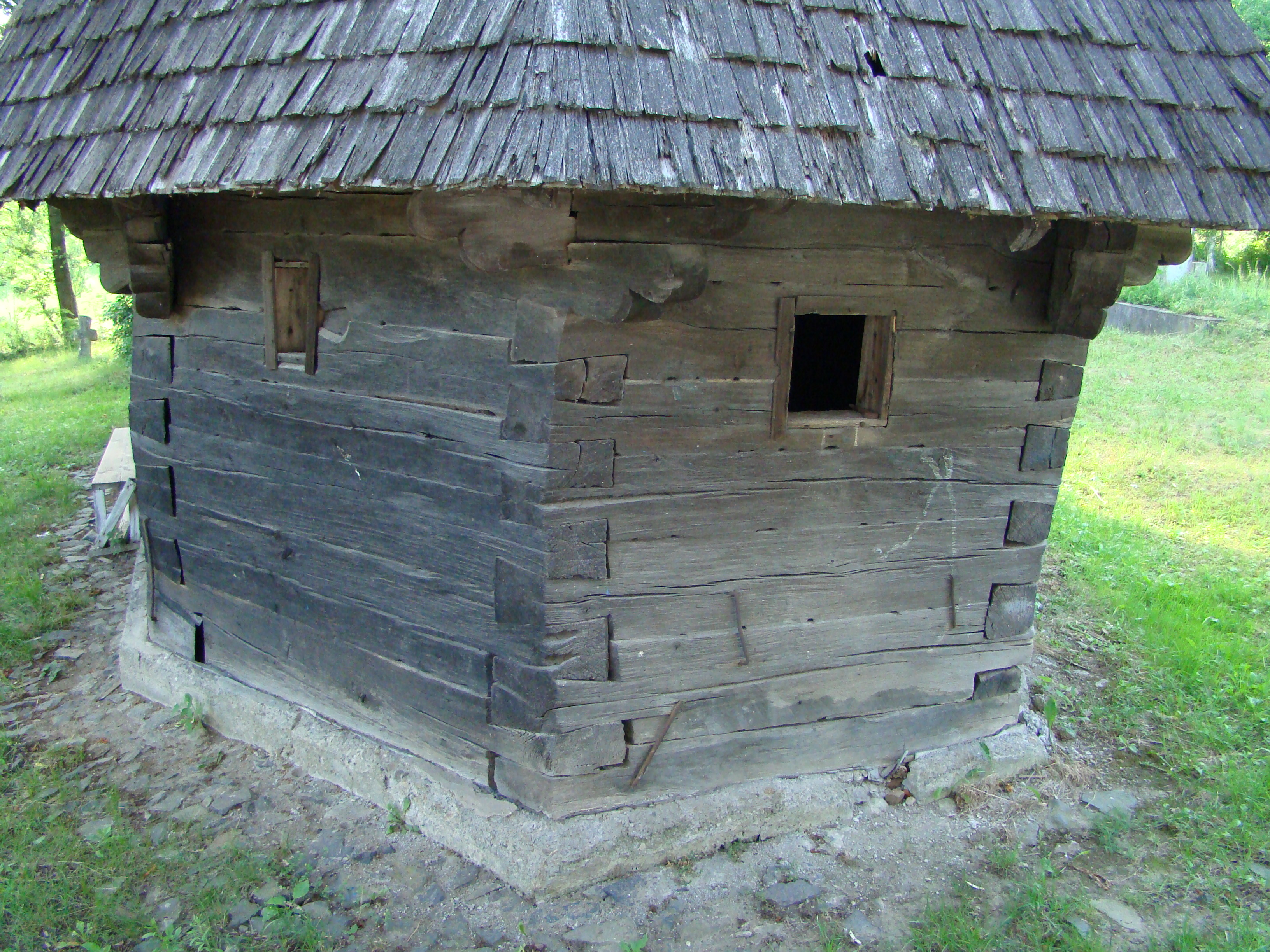